# 吉爾福德 (伊利諾伊州)
吉爾福德（英語：Guilford）是位於美國伊利諾伊州喬戴維斯縣的一個非建制地區。該地的面積和人口皆未知。

## 地理
吉爾福德的座標為42°25′03″N 90°18′01″W / 42.41750°N 90.30028°W，而該地的平均海拔高度為230米（即755英尺）。